# Iosactis
Iosactis is een geslacht van zeeanemonen uit de klasse van de Anthozoa (bloemdieren).

## Soorten
- Iosactis antarctica Rodríguez, 2012
- Iosactis vagabunda Riemann-Zürneck, 1997